# جیان پیترو زچین
جیان پیترو زچین (انگلیسی: Gianpietro Zecchin؛ زادهٔ ۵ مهٔ ۱۹۸۳) بازیکن فوتبال اهل ایتالیا است.
از باشگاه‌هایی که در آن بازی کرده‌است می‌توان به باشگاه فوتبال پادوا و باشگاه فوتبال وارزه اشاره کرد.
وی همچنین در تیم ملی فوتبال Italy U20 "C" بازی کرده‌است.